# Prasinocyma crenulata
Prasinocyma crenulata là một loài bướm đêm trong họ Geometridae.